# Gödör György
Gödör György / (gödörházi Gödör György)   (Szentgyörgyvölgy, 1767. június 9. – Vadosfa, 1826. április 10.) evangélikus lelkész,  esperes.

## Élete
Apja (Gödör István) református, anyja Krégár Éva evangélikus vallású volt. Őt magát reformátusnak keresztelték. Gyermekkorának egy részét Nemescsón töltötte, majd 1778-tól a nemesdédi evangélikus iskolában tanult.  1783-tól kezdődően öt évig a pozsonyi egyetem diákja volt. 1788-tól 1791-ig Csabdiban tanított, majd két évig Jénában tanult. Hazatérése után Nemeskéren lelkésszé szentelték. 1793-tól 1796-ig Szakony, azt követően 1810-ig Uraiújfalu, majd Vadosfa lelkésze. Több egyházi tisztséget is betöltött. Prédikáció és gyászbeszédei közül több nyomtatásban is megjelent.

## Nyomtatásban megjelent művei[1]
- Gyászos beszéd, melyet... Perlaki Dávid úrnak a nemesdömölki a. c. lévő evang. gyülekezet őrállójának... hamvai felett martius 14. 1802. eszt. a dömölki templomban mondott. Veszprém.
- Halotti elmélkedés, melyet Kisfaludi Kisfaludi Trézsia kisasszonynak lelketlen teste felett június 23. 1802. mondott. Szombathely.
- Tiszteletes tudós Horváth Péter urnak a meszlényi aug. vallástétel szerént való sz. gyülekezet lelki tanítójának... Bachich Anna kiasasszonynyal lett öszve kelésekor jun. 3. 1807. a nemes-kéri templomban mondott beszéd, melyet ezen alkalmatosságra sietve készitett. Sopron.
- Halotti elmélkedés, melyet Nagy Judith asszonynak néh. Vécsei Vécsey István ur kedves hitestársának végső tisztességtételekor Uraj-Ujfaluban márcz. 4. 1812. élő szóval mondott. Győr.
- Vigasztaló beszéd, melyet néh. Alsó-Káldi Káldy Judit k. a.-nak emlékezetére az ő hamvainak eltakarittatásakor 1819. aug. 17. mondott. Sopron, 1820.